# Arracacia atropurpurea
El carrizo chico (Arracacia atropurpurea) es una planta perteneciente a la familia de las apiáceas, al igual que la zanahoria (Daucus carota) y el apio (Apium graveolens). 

## Descripción
Es una hierba ramosa, algunas veces alcanza un tamaño de l m de altura, pero usualmente son más bajas, con los tallos de color purpúreo, por lo regular, hojas largamente pecioladas; las flores están agrupadas en umbelas; los frutos son blancos de 7 mm de largo.

## Distribución y hábitat
Es originaria de América desde México hasta Perú y Bolivia. Presente en clima templado, entre los 2240 y los 2750 metros, asociada al bosque de juníperos y bosque mixto de pino-encino.

## Propiedades
En el Estado de México se aplican las hojas, los tallos y las flores en cocimiento contra las lombrices.

## Historia
En el siglo XVI, el Códice Florentino la menciona como antiblenorrágico. Francisco Hernández relata que tiene virtudes para el "adelgazamiento", "mitigar los dolores provocados por el frío", y para aliviar las rozaduras".
A principios del siglo XVIII, Juan de Esteyneffer la usa contra la parálisis, sordera, tisis, dolor estomacal, hipo, vómito, cólico, obstrucción del hígado, hidropesía, orquitis, lombrices, suministrada en forma de cocimiento, polvo, emplasto y agua para beber o tomar o bañar.
A inicios del siglo XX, el Instituto Médico Nacional la señala como antiblenorrágico. Posteriormente, Maximino Martínez la reporta como antiblenorrágico, antitérmico, carminativo, estimulante y analgésico. La Sociedad Farmacéutica de México indica los usos siguientes: antigonorreico, carminativo y estimulante.

## Taxonomía
Arracacia atropurpurea fue descrita por (Lehm.) Benth. & Hook.f. ex Hemsl. y publicado en Biologia Centrali-Americana; . . . Botany 1(6): 564. 1880.
Sinonimia
- Pentacrypta atropurpurea Lehm. basónimo
- Arracacia humilis Rose
- Arracacia irazuensis Kuntze
- Arracacia luxeana J.M.Coult. & Rose[3]
- var. brevipes (J.M.Coult. & Rose) Mathias & Constance
- Arracacia brevipes J.M.Coult. & Rose

## Nombres comunes
- Carrizo chico, Hierba del borrego.[1]